# Julian Kornhauser
Julian Kornhauser (* 20. September 1946 in Gliwice) ist ein polnischer Lyriker, Essayist und Literaturkritiker. Er ist Autor von Gedichten, Romanen, literarischen Skizzen sowie Übersetzer serbischer und kroatischer Poesie. Derzeit ist er Professor an der Jagiellonen-Universität in Krakau.

## Familie
Julian Kornhauser ist der Sohn des jüdischen Holocaust-Überlebenden Jakub Kornhauser aus Krakau (1913–1972) und der Schlesierin Małgorzata Glombik aus Gliwice (1914–1987). Er ist mit der Polonistin Alicja Wojna-Kornhauser verheiratet. Sein Sohn, Jakub Kornhauser, ist Literaturwissenschaftler und  Forscher an der Jagiellonen-Universität, Übersetzer und Dichter.
Seine Tochter ist Agata Kornhauser-Duda, ehemalige Deutschlehrerin an einer Schule in Krakau. Sein Schwiegersohn ist Andrzej Duda, der von 2015 bis 2025 polnischer Staatspräsident war.

## Werke
Seine Texte wurden übersetzt ins:
- Englische: Been and Gone (poln.-engl. Gedichtauswahl; Michigan, Marick Press), 2009
- Bulgarische: Osa za stykłoto (Wybór wierszy; Sofia, AngoBoy), 1997
- Kroatische: Kuća, san i dječje igre (Dom, sen i gry dziecięce; Ljubljana, Egzil ABC), 1996
- Niederländische: Poetri, Rotterdam: Rotterdamse Kunststichtung, 1986
- Deutsche:
  - Zuhause, Traum und Kinderspiele (Dom, sen i gry dziecięce; Potsdamer, Deutsches Kulturforum Östliches Europa), 2003
  - Poesie des 20. Jahrhunderts, Panorama der polnischen Literatur, Ammann-Verlag 1996, S. 497 ff
  - Nach den Gewittern, Anthologie, Steidl-Verlag 1995
- Serbische:
  - Načelne teskoće (Gedichtauswahl; Vršac, Književna Opstina), 1989
  - Kamicak i senka (Kamień i cień; Belgrad, Pismo), 1998
  - Signalizam (Sygnalizm; Niš, Prosveta) 1998.
- Ungarische: Otthon, álmok, gyermekkori játékok. Szentimentális történet (Budapest, Gondolat), 2008

### Lyrik
- Nastanie święto i dla leniuchów (Warschau, Wydawnictwo „Iskry“), 1972
- W fabrykach udajemy smutnych rewolucjonistów (Kraków, Wydawnictwo Literackie), 1973
- Zabójstwo (Kraków, wyd. własne poza cenzurą), 1973
- Stan wyjątkowy (Warszawa, Państwowy Instytut Wydawniczy), 1978
- Zjadacze Kartofli (Kraków, Wydawnictwo Literackie), 1978
- Zasadnicze trudności (Warszawa, Spółdzielnia Wydawnicza „Czytelnik“), 1979
- Każdego następnego dnia (Kraków, ABC), 1981
- Hurrraaa! (Kraków, Wydawnictwo Literackie), 1982
- Inny porządek: 1981-1984 (Kraków, Oficyna Literacka), 1985
- Za nas, z nami (Warszawa, Czytelnik), 1985
- Wiersze z lat osiemdziesiątych (Kraków, Wydawnictwo Literackie), 1991
- Kamyk i cień (Poznań), a5-Verlag, 1996
- Było minęło (Warszawa, Nowy Świat), 2001
- Origami (Kraków, Wydawnictwo Literackie), 2007

### Prosa
- Kilka chwil (Kraków, Wydawnictwo Literackie), 1975
- Stręczyciel idei (Kraków, Wydawnictwo Literackie), 1980
- Dom, sen i gry dziecięce. Opowieść sentymentalna. (Kraków, „Znak“), 1995

### Essays und Kritiken
- Świat nie przedstawiony mit Adam Zagajewski (Kraków, Wydawnictwo Literackie), 1974
- Od mitu do konkretu. Szkice o modernizmie i awangardzie w poezji chorwackiej (Kraków, Wydawnictwo Literackie), 1978
- Współczesna poezja jugosłowiańska (1941-1970; Wrocław, Zakład Narodowy im. Ossolińskich), 1980
- Sygnalizm – propozycja serbskiej poezji eksperymentalnej (Kraków, Uniwersytet Jagielloński|UJ), 1981
- Wspólny język (Jugoslavica; Katowice, Śląsk), 1983
- Światło wewnętrzne (Kraków-Wrocław, Wydawnictwo Literackie), 1984
- Strategie liryczne serbskiej awangardy (Kraków, Towarzystwo Autorów i Wydawców Prac Naukowych „Universitas“), 1991
- Międzyepoka. Szkice o poezji i krytyce. (Kraków, Baran i Suszczyński), 1995
- Postscriptum. Notatnik Krytyczny. (Kraków, Wydawnictwo Literackie), 1999
- Uśmiech Sfinksa. O Poezji Zbigniewa Herberta. (Kraków, Wydawnictwo Literackie), 2001
- Świadomość regionalna i mit odrębności. O stereotypach w literaturze serbskiej i chorwackiej (Kraków, „Scriptum“), 2001
- Poezja i codzienność (Kraków, Wydawnictwo Literackie), 2003

### Kinderbücher
- Tyle rzeczy niezwykłych. Wiersze dla Agatki. (Kraków, Wydawnictwo Literackie), 1981
- Księżyc jak mandarynka (Kraków, Wydawnictwo Literackie), 2003

### Übersetzungen
- Marko Ristić, Wiersze (Kraków, Wydawnictwo Literackie), 1977
- Dušan Matić, Tajny płomień (Kraków, Wydawnictwo Literackie), 1980
- Slavko Mihalić, Sen w świetle (Warszawa, Państwowy Instytut Wydawniczy), 1980
- Tragarze zdań. Antologia młodej poezji serbskiej (Kraków, Wydawnictwo Literackie), 1983
- Josip Osti, Wszystkie flagi są czarne (Sejny, Pogranicze), 1995
- Lament nad Sarajewem. Siedmiu poetów z Bośni: Antologia poezji bośniackiej (Szczecin-Sejny, Pogranicze), 1996

## Preise und Auszeichnungen
- Preis der Kościelski-Stiftung / Nagroda Fundacji im. Kościelskich (1975)
- Andrzej-Bursa-Preis für Lyrik / Nagroda Poetycka im. A. Bursy (1981)
- Europejska Nagroda Literacka / Europäischer Literaturpreis (Jugoslawien, 1989)
- Nagroda Stowarzyszenia Tłumaczy Polskich / Polnischer Übersetzerpreis (1997)
- Nagroda Miasta Krakowa / Preis der Stadt Krakau (1998)
- Złoty Krzyż Zasługi (za wzorowe, wyjątkowo sumienne wykonywanie obowiązków wynikających z pracy zawodowej, 1999)
- Nagroda Krakowska Książka Miesiąca / Krakauer Buch des Monats (für Postscriptum. Notatnik krytyczny, grudzień 1999)
- Breslauer Lyrikpreis Silesius für das Gesamtwerk (2016)